# Kim Grant
Kim Tyrone Grant (Sekondi-Takoradi, 1972. szeptember 25.–) ghánai válogatott labdarúgó, edző.

## Pályafutása

### Válogatottban
A ghánai válogatottban 7 mérkőzést játszott.

## Statisztika
| Ghánai válogatott | Ghánai válogatott | Ghánai válogatott |
| Időszak           | Mérk.             | gól               |
| ----------------- | ----------------- | ----------------- |
| 1996              | 3                 | 1                 |
| 1997              | 4                 | 0                 |
| Összesen          | 7                 | 1                 |